# Metod Trobec
Metod Trobec, slovenski prevarant, tat, ropar in serijski morilec, * 6. junij 1948,  Planina nad Horjulom, Jugoslavija  † 30. maj 2006, Zavod za prestajanje kazni zapora Dob pri Mirni, Slovenija. 
Obsojen je bil za umor petih žensk. Vse je umoril in zažgal v kmečki krušni peči od leta 1976 do konca leta 1978 na domačiji v Dolenji vasi pri Polhovem Gradcu, ki je danes ni več. Za domnevno prvo žrtev, Olgo Pajić, mu niso sodili, zgolj podali so ovadbo po najdbi njenih dokumentov v njegovi hiši umorov leta 1984. Za žrtve je v gostinskih lokalih izbiral osamljene, nesrečne, naivne in labilne ženske vseh starosti, ki so hitro nasedle njegovi prijaznosti, pri čemer je pomagal tudi alkohol. Vse so bile neznanke razen Zorice Nikolić. Od konca leta 1978 je živel na Spodnji Beli pri Preddvoru.
Njegovi umori so prišli na plan leta 1979, ko je okradel in pretepel nemškega turista. Njegova dejanja so bila označena za eno najhujših v slovenski povojni kriminalni zgodovini. Kradel je vse, kar se je dalo. Slučajne znanke je povabil na pijačo, nato pa jim je ukradel torbico. Kradel je tudi iz kleti in avtomobilov. Nazadnje je delal kot skladiščnik v ljubljanski Metalki, iz katere je kradel ob pomoči nekaterih tam zaposlenih.
Kot serijski morilec si je prislužil status ikone. Med Slovenci je bil bolj znan kot ljudje na pomembnih političnih položajih. Na prvem sojenju je fotografe in novinarje zmerjal s sadisti. Poročanje o njem med letoma 1979 in 1984 je pomenilo zametek senzacionalizma v slovenskem časopisju, ki je naredilo škodo žrtvam in svojcem, saj je izjemnost primera novinarstvo ujela nepripravljeno. To so bili časi pred prvimi senzionalističnimi časopisi, kot so mariborski Kaj in Slovenske novice.
Bil je dvakrat poročen in ločen. Opisali so ga kot privlačnega moškega nizke, čokate postave in blede polti, ki ni izgledal kot morilec. Bil je zelo navezan na svojo mater, kar se je videlo iz njegovih pisem iz preiskovalnega zapora, ki so jih na njegovo željo prebrali med sojenjem za umore. Bila so lepo oblikovana, v pravilni slovenščini in z besednim zakladom nekoga, ki je imel več razredov osnovne šole kot Trobec. Njegova mama je pričala na obeh sojenjih za umore. Polbrat in polsestra po mamini strani ter sestra so na prvem sojenju izkoristili pravico, da jim tega ni treba.
Odvetnik Stanislav Klep iz Kranja ga je zagovarjal do leta 1984. Poudarjal je, da so elektrošoki Trobcu scvrli možgane in ga spremenili v morilca ter da bi ga morali zdraviti v psihiatrični bolnišnici. Motilo ga je tudi, da so le domnevali, da je Trobec zadavil svoje žrtve. Podprl je odstop Slavka Ziherla s položaja državnega sekretarja za zdravstvo v vladi Boruta Pahorja, ker je ta podpiral zdravljenje z elektrošoki. Klep je bil tudi vodja gibanja Združeni ob lipi sprave.
Metod Trobec je zadnji obsojenec v Sloveniji, ki so mu izrekli smrtno kazen. Potrdili so jo na ponovnem sojenju, nato pa jo je Višje sodišče v Ljubljani leta 1983 spremenilo v dvajset let zapora. V letih 1988, 1990 in 1992 je napadel tri sojetnike, zaradi česar so mu zaporno kazen podaljšali. V zaporih je nepretrgoma preživel 27 let, kar je slovenski rekord. Izpuščen bi bil 5. marca ali 15. marca 2015 ,vendar je v zaporu storil samomor.
Za svojo življenjsko izpoved v seriji »Usode izza rešetk« v Dolenjskem listu je zahteval astronomsko vsoto. Po samomoru je bil pokopan v neoznačen grob na pokopališču Šentrupert.

## Življenje

### Zgodnja leta
Rodil se je kmetici Mariji Trobec, samski materi štirih otrok, ki je kmetijo brez tekoče vode dobila z agrarno reformo. Na njej je redila eno ali dve kravi, prašiče, kure in ovce. S sestro dvojčico Cirilo sta se rodila zadnja, njun oče jima je pomagal le občasno. Odraščala sta skupaj s polbratom Rajkom in polsestro Marijo. Po besedah matere naj bi Metod shodil pri štirih, spregovoril pa pri petih letih. Osnovne šole ni dokončal zaradi učnih težav, sedmega razreda namreč ni izdelal. Sosedje so menili, da je pri 14-ih ali 15-ih letih večkrat požgal kozolce, kar je mama označila za obrekovanje, zaradi katerega je po odsluženi vojaščini šel v Zahodno Nemčijo (najprej je povedala, da je z ostalimi fanti z vasi iskal boljši zaslužek).

### Delo v Nemčiji
V Zahodni Nemčiji je bil od 1971 do 1974. Tam se je v avtomobilski tovarni priučil za avtokleparja.

### Vrnitev v Slovenijo, zasebno življenje in kraji bivanja
Po vrnitvi v Slovenijo je spoznal 21 let starejšo Štefko Kvas in se poročil z njo. Na sojenju Metodu Trobcu je na obravnavi, zaprti za javnost, povedala, da je bil v intimnem življenju grob do nje. Opazila je njegovo navezanost na mamo. Njegova mama je povedala, da s svojim sinom po njegovi prvi poroki ni imela tesnejših stikov. Žena je opazila, da domov nosi stvari, ki jih ni kupil. Kasneje je bil obsojen za več kaznivih dejanj. Ukradene stvari je nosil tudi svoji sestri (pisalni stroj iz Galtexa in plašč umorjene Zorice Nikolić). Leta 1978 je spoznal drugo žensko in se z njo poročil. Ločila sta se po devetih mesecih. Na ponovno sojenje leta 1982 njegova druga bivša žena kljub vabilu ni prišla.
Hišo v Dolenji vasi je med leti 1971 in 1972 kupila njegova mama (za 11 milijonov starih dinarjev, za kar naj bi prodala del živine, del kupnine pa je posodil njen brat, nekaj dnarja je dodal tudi Metod sam), katero mu je tudi podarila. Od takrat naprej je živel tam, nekaj časa tudi s svojo prvo ženo. Tam je bival do konca leta 1978, (kjer je ostal prijavljen), potem pa je odšel živet v hišo na Spodnji Beli, ki jo je verjetno kupil s pomočjo svojih staršev. Po preselitvi se je vračal v Dolenjo vas. Hišo v Dolenji vasi je prodala njegova mama leta 1978 (najverjetneje spomladi ali poleti leta 1979) , nekemu zdomcu, ki je bival v zgornjih prostorih, za spodnje pa se ni brigal. Ko je novi lastnik izvedel, kaj se je v hiši dogajalo, je želel da se mu vrne kupnina. Jezni Trobec je iz preiskovalnega zapora o tem pisal odvetniku in si potem prizadeval, da se to pismo prebere med sojenjem za umore. Med preiskavo se je zavil v molk. Postal je agresiven, ko je izvedel, da je njegova mama vrnila kupcu hiše v Dolenji vasi 60.000 zahodnonemških mark kupnine. Med sojenjem za napad na nemškega turista je bil prijavljen v Rovtu, na naslovu njegove tete, sestre njegovega očeta, ki je zaradi nebogljenosti potrebovala pomoč njegove mame, katera je živela tam, zaradi česar je bil Metod v Dolenji vasi občasno sam.

### Kazniva dejanja in obsodbe
Pred aretacijo za napad na Nemca je bil šestkrat v kazenskem postopku in štirikrat obsojen.
- 1967: pomoč pri kaznivem dejanju[10] (kraja kolesa in mopeda)[18][35]
- 1971: mesec dni pogojne kazni za odvzem avtomobila[10]
- 1974: leto dni zapora za goljufijo in lažno ovadbo. Prišel je na dopust z najetim (rent-a-car) avtomobilom iz Zahodne Nemčije in ga skril v gospodarsko poslopje v Dolenji vasi. Kranjskim miličnikom pa je prijavil da je avto ukraden.[7][10][15][35]
- 1976: kraja elektrike (brez obsodbe)[10]
- 1978: 3 meseci zapora za divji lov (kazni ni odsedel, ker so mu jo na njegovo prošnjo odložili)[10]

### Ropi in tatvine, obravnavani na prvem sojenju za umore
- Po umoru Marjane Cankar 25. marca 1977 je z njenim ključem okradel obrtno zadrugo Galtex v Ljubljani. Ukradel jim je dva računska stroja, dva pisalna stroja, električni kuhalnik, pribor za kuhanje kave in dva spenjača za papir v skupni vrednosti 21.499 dinarjev.[32]
- V noči na 5. februar 1979 je na kranjski avtobusni postaji ponudil prevoz upokojencu Janezu V., ki je zamudil avtobus, nato pa ga je na travniku v Dorfarjah zbil na tla in mu strgal uro z roke, ker napadeni pri sebi ni imel denarja.[3][11][32]
  - 2. julija 1979 je starejši ženski, Jovanki K. iz Titograda, na kranjski avtobusni postaji , z laganjem in pod pretvezo da je taksist, ponudil prevoz na Planino(naselje v Kranju). Odpeljal jo je proti Srakovljam na Mlaki in jo vrgel iz avta brez njene prtljage, dokumentov in denarja.[11][32][36]

Za nakradene predmete so avgusta 1979 podali 16 kazenskih ovadb.

### Bivanje v zdravstvenih ustanovah

#### Zdravljenje v Psihiatrični bolnišnici Polje
Leta 1974 so Trobca odpeljali iz preiskovalnega zapora (kjer je bil zaradi prevare in lažne prijave), na zdravljenje v Polje , ker je imel priporno psihozo, Ganserjev sindrom, značilen za psihopatsko osebnost, katera išče pot iz stiske (pretvarjal se je,da je duševni bolnik). V Polju se je zdravil dvakrat, ob prvem zdravljenju je dobil tri elektrošoke, ob drugem pa dva (po 110 voltov na aparatih Siemens). Svoji materi je, glede na poročilo, pri enem od obiskov grozil, da jo bo ubil. Med pričanjem na prvem sojenju za umore, njegova mama tega ni omenila, ker naj bi se v splošnem le malo sporekla glede dela na kmetiji.

#### Na opazovanju v KPD bolnici v Zagrebu
V KPD bolnici Zagreb je bil od 20. februarja do 8. aprila 1980 na posebnem opazovanju, ki je potrdilo, da je prišteven in da se zaveda svojih dejanj. Tudi tam je prejel elektrošoke, saj ni želel sodelovati (zaporniška psihoza).

### Umori
Žrtve je vodil k sebi domov in jih umoril. Zakaj ni umoril tudi ostalih žensk, ki so bile pri njem,preiskovalci niso izvedeli, so pa domnevali, da je iskal take, ki so imele zdravstvene težave, saj sta se dve umorjeni zdravili zaradi epilepsije. Posilil in zadavil je 5 žensk. Dve je pretepel da sta krvaveli. Trupla je porinil v kmečko krušno peč ter zažgal s pomočjo bencina in drv. Na več mestih v hiši so našli kri (posledica obrambe žrtev). Trupla je zažgal, da bi zabrisal sledi. Tudi nekatere njihove dokumente je zažgal, druge pa odnesel na Spodnjo Belo. V gospodarskem poslopju ob hiši, so v leseni mavtarki našli pepel in ostanke človeških kosti. Med prečrpavanjem gnojnice so tudi v greznici našli podobne ostanke.
Doma je imel šund roman X-100, ki pripoveduje o najbolj krutih zločinih in sežiganju trupel, ter roman Lun in eksodus, ki ima na nekem mestu debelo tiskano besedilo »sve tajne predajem vatri«.
Med preiskavo je Trobec povedal tri različne zgodbe. Najprej je trdil, da so mu ženske pripeljali in zažgali neznanci. Nato je rekel, da je sodeloval pri umoru treh, s tem da jim je dal neke tablete. Nato je preiskovalnemu sodniku in psihiatru rekel, da jih je zadavil med spolnim odnosom. Za resnično se je izkazala njegova trditev, da je vsako truplo gorelo približno štiri ure. Med preiskavo nikoli ni izjavil, da so žrtve umrle naravne smrti, kar si je njegova obramba sicer prizadevala dokazovati.
Načina smrti (davljenje) Trobčevih žrtev zaradi posledic zažiganja, na prvem in ponovljenem sojenju niso mogli dokazati. Izvedenci za področje spolnih deliktov, določeni na ponovljenem sojenju, niso mogli dokazati, če so se umori res zgodili med intimnimi odnosi in če je do teh odnosov res prišlo.

#### Kronologija umorov
Prva žrtev je bila Vida Markovčič. Trobec jo je spoznal v nekem lokalu v Ljubljani in jo na motornem kolesu odpeljal k sebi domov. Pretepel jo je, zadavil in zažgal. Pri njem so našli njene bele natikače in odrezek obleke. Umorjena je bila spomladi leta 1976, ko je bila stara osemnajst let. Druga žrtev je bila Marjana Cankar, ki jo je spoznal 25. marca 1977 v bistroju Bistro, v pivnici Name. Umrla je med 25. in 26. marcem 1977. Njen plašč in ožgano zlato verižico s srčkom so našli v Dolenji vasi, ostale predmete pa na Spodnji Beli. Z njenim ključem je okradel Galtex. Tretja žrtev je bila Urška Brečko. Trobec jo je spoznal v gostilni Istra blizu železniške postaje v Ljubljani. Kasneje so v njegovem stanovanju našli njene ključe za zadnja vrata in za vrata na hodniku gostilne in pa ključ od omare v njeni sobi. Četrto žrtev, Ano Plevnik, je spoznal spomladi 1978 v obratu gostinskega podjetja Daj-Dam v Ljubljani. Umrla je kmalu za Brečkovo. Na Spodnji Beli so našli njena oblačila. Tja je odnesel tudi nekaj ostalih stvari, ko je hišo v Dolenji vasi prodal. Peta žrtev Zorica Nikolić je izginila 17. novembra 1978 na poti k zdravniku. Trobca je poznala, ker sta skupaj delala v Metalki. Pri njem so našli ključ stanovanja, v katerem je živela s svojo sestro, pri njegovi sestri v Kranju pa njen plašč, obrobljen z lisičjim krznom. Njeno spodnjo čeljust, najdeno v pepelu, je prepoznal sodni izvedenec stomatolog ob primerjavi zob s podatki iz kartoteke.

#### O žrtvah
- Vida Markovčič (rojena. 1957), iz Gornje Brezovice. Živela je v Domu Malči Beličeve v Ljubljani.[3][7][8][45] Nekaj časa je delala v kovinski galanteriji na Brezovici.[32] Junija 1984 so v Trobčevi propadajoči hiši,kjer je moril, naknadno našli tudi njene dokumente in fotografije.[6]
- Marija Cankar (rojena. 5. decembra 1924 v Ljubljani),[10] najemnica, upokojenka in honorarna čistilka (čistila je tudi prostore obrtno nabavne zadruge Galtex v Ljubljani)[32] iz Ljubljane (pogrešana od marca 1977).[3][10][11]
- Urška Brečko (rojena 3. oktobra 1957 v Okroglicah pri Sevnici ). Bila je kuhinjska pomočnica v gostilni Ivanke Mlakar v Črnivcu pri Radovljici, kjer je živela s svojo materjo. Pogrešana je bila od 20. marca 1978, ko je iz službe odšla v Okroglice po mamino obleko in urediti denarne stvari s sosedi glede mamine pokojnine (po drugem viru je urejala nakup vinograda).[44] Tam je bila stalno prijavljena in z materjo sta imeli hišo in vinograd. Po odhodu od tam z avtobusom, na katerem je pustila denarnico s 350 dinarji in dokumenti, se ni vrnila isti dan v Črnivec, kot je bila dogovorjena. Izginila je na 500 metrih med avtobusno postajo v križišču in železniško postajo v Bregu. Njena mama je njeno izginotje prijavila tri dni kasneje na sevniški postaji milice. Zaman so jo iskali v reki Savi, v Okroglicah in v tujini. Niso mogli dognati, ali je šla z vlakom proti Ljubljani ali ne.[3][9][14][16][46][47][48][49] Domači so jo iskali tudi prek časopisov.[16]
- Ana Plevnik (rojena. 9. julija 1935 v Tanči gori pri Črnomlju), delavka iz Ljubljane, pogrešana od pomladi (začetka)[10] 1978.[3][11][31] Njen sin je povedal, da je bila alkoholik, zaradi česar sta bila v slabih odnosih.[31]
- Zorica Nikolić (rojena. 6. decembra 1945 v Porebrici),[10] delavka in hišna pomočnica iz Ljubljane, pogrešana od 17. novembra 1978.[3][11][32] Stanovala je pri sestri v Štepanjskem naselju.[15]

#### Kasnejša usoda domačije v Dolenji vasi
Špela Sotlar iz prve sezone resničnostne oddaje Kmetija, je z možem posestvo kupila od Trobčevega odvetnika in zgradbo dala porušiti. Ostala so le kovinska vratca peči pri njenem odvetniku.

### Aretacija po napadu na nemškega turista ter odkritje ostankov trupel in ukradenih predmetov
Nemški turist Hermann Lampenau je Trobca prvič srečal konec julija 1979 v Ljubljani. Trobec se je, pod pretvezo da gre telefonirat svoji sestri, odpeljal z turistovo potovalko, medtem ko ta je ta iskal prenočišče v gostilni Cirman v Mednem. Po prijavi tatvine, ga je moški iskal še na lastno pest in ga ponovno srečal čez kakšen teden, 5. avgusta 1979 v Kranju, v bifeju avtobusne postaje. Trobec mu je obljubil, da ga bo odpeljal v svoj vikend, kjer bo dobil kovček, nato ga je odpeljal do ceste med Britofom in Šenčurjem, v gozd v smeri proti Preddvoru. Tam ga je pretepel in odšel z njegovo denarnico v kateri je bilo 200 nemških mark, 1900 jugoslovanskih dinarjev in dokumenti. Nemškega turista, je z zlomljeno ključnico, ter rano na čelu in odrgninami, očividec napada Pavle Arsenovski, ki je takrat gobaril tam, oddpeljal do telefona, od koder je poklicalpolicijo.Nemški turist s priimkom Lampenau, si je zapomnil le del registracije avtomobila (LJ 144-021),ki ga je vozil Trobec. Gospod Arsenovski pa je bil predaleč (200 m), da bi jo lahko videl. Po nekaterih drugih virih naj bi si Nemec celotno registrsko številko zapomnil. Čez nekaj ur, istega dne zvečer, so Trobca v rdeči stoenki miličniki ustavili v Kranju.
Preiskovalci Uprave javne varnosti Kranj so najprej odšli na njegov dom na Spodnji Beli, kjer so v hiši odkrili skladišče ukradenih tehničnih predmetov, katerih tretjina je bila iz blagovnice Metalka v Ljubljani, kjer je od junija 1977 delal kot skladiščnik. Pohištva je imel malo. Izkazalo se je, da je veliko časa prebil na bolniški in da je lahko neopaženo mimo vratarja tihotapil ukradene predmete v svoj avto. Manjši del ukradenega, je prodal ali podaril svojim sodelavcem v zameno za molk (pri kraji mu je pomagalo 7 ljudi). Našli so 130 različnih predmetov, vsega skupaj pa je bilo v vrednosti 128.000 novih dinarjev. Našli so tudi okrvavljena ženska oblačila. Kriminalisti so v medijih objavili fotografije ukradenih osebnih predmetov.
Nekatere tatvine so bile drzne. Kradel je vse, kar se je dalo.
Trobčevi znanci (podatki občanov) so preiskovalce usmerili v njegovo prejšnje domovanje (Dolenja vas), kjer so najprej našli ostanke treh oseb. Takrat so le sumili, da gre za trupla Cankarjeve, Plevnikove in Nikolićeve. Tam so bila njihova oblačila in dokumenti.  Niso bili prepričani, da jih je umoril Trobec. Čez nekaj mesecev so našteli 5 umorjenih žrtev, katerih ostanke so našli v krušni peči, gnojnični jami in v posodi v hlevu. Našli so tudi ostanke njihovih ožganih predmetov , kovinske sponke ženskega perila in zlate verižice z obeski, ter njihova oblačila, čevlje, torbice, dežnike in kozmetiko. Predmete pogrešanih žensk so prepoznali sorodniki in znanci. Najdeni so bili tudi dokumenti žrtev  .
Trobec je bil nato zaprt v preiskovalnem zaporu v Radovljici.

### Sojenje za tatvnino, rop in pretepanje nemškega turista
Petčlanski senat Temeljnega sodišča v Kranju je 8. septembra 1980 MetodaTrobca, zaradi napada na nemškega turista, obsodilo na osem let zapora. Za tri kazniva dejanja: rop (6 let), hudo telesno poškodbo (1 leto) in veliko tatvino (2 leti). Podaljšali so mu tudi pripor. Trobec je predsedniku senata rekel, da se ničesar ne spomni in da se je spremenil zaradi elektrošokov, ki jih je prejel leta 1974 v Polju zaradi nenormalnih reakcij na sedenje v zaporu. Sodni izvedenec, primarij dr. Zlatko Vinek, je to trditev zavrnil in sodišče mu je pritrdilo. Trobec, ki je bil že prej spoznan za psihopata, je bil namreč na posebnem opazovanju v KPD bolnici Zagreb (izvedeniško mnenje so napisali psihiatri dr. Ivan Košuljandć, prof. dr. Nikola Peršić in prim. dr. Zlatko Vinek). Tam so potrdili, da je prišteven in da se zaveda svojih dejanj. Pri napadu na Nemškega turista, je tudi pokazal spretnost in premišljenost. Trobec je spremenil zagovor, ki ga je leto prej podal preiskovalnemu sodniku.

### Sojenje za umor petih žensk, rop in dve veliki tatvini

#### Obtožnica
Temeljno sodišče v Kranju, je 23. aprila 1980, izdalo več kot 30 strani dolgo obtožnico, ki je Trobca bremenila umora petih žensk od leta 1976 do konca leta 1978.

#### Sojenje
Metod Trobec je pred veliki senat Temeljnega sodišča v Kranju (enota Kranj) v veliki razpravni dvorani, stopil v četrtek, 30. oktobra 1980. Obtožen je bil, da je med spolnim občevanjem zadavil pet žensk in njihova trupla sežgal v peči. 14. novembra 1979, preden so pri njem našli ostanke Urške Brečko, je preiskovalnemu sodniku povedal, da je bila pri njem v Dolenji vasi tudi neka Urška, ki jo je srečal v gostilni Istra v Ljubljani in je zamudila avtobus za Gorenjsko. Priznal je tudi, da je iz seksualnega in sadističnega zadovoljstva, pretepel, zadavil in zažgal najmanj pet žensk. Pokazal je tudi, kje je pepel umorjenih. Na sojenju leto dni kasneje, pa je zanikal kakršnokoli povezavo z umorjenimi. Povedal je, da se bolje počuti, da pa ga je pred dvema ali tremi leti vse tako bolelo, da ni mogel delati in misliti. Potožil je nad rano na dvanajsterniku in bolnimi ledvicami. Njegov zagovornik je ob zaključku obravnave predlagal, da se pregleda Trobčeva zdravstvena dokumentacija s poudarkom na letu 1974, ko se je zdravil v Polju in v kasnejših letih, ko je delal v Metalki in je bil nekajkrat na bolniški. Senat je predlog sprejel. Zagovornik je tudi navedel, da je Trobčev polbrat po očetovi strani, umrl zaradi shizofrenije.
V petek, 31. oktobra 1980, se je Trobec odpovedal zagovoru in je nehal odgovarjati na vprašanja. Predsednik senata ga je opozoril, da si s tem otežuje obrambo, nato je začel brati zapisnike z zaslišanja pri preiskovalnem sodniku, ki so se nanašali na obtožbo glede ropa in dveh velikih tatvin. Najprej je omenil rop Janeza V., ki ga Trobec srečal na kranjski avtobusni postaji in mu zaradi zamude avtobusa obljubil prevoz v Dorfarje.Janez Valančič ni imel denarja in je rekel, da gre domov ponj. Trobcu je na njegovo zahtevo, dal osebno izkaznico, ure pa ne, saj mu je bila spomin na delo v LTH (vgraviran je imela napis »10 let LTH«). Ko je Valančič izstopil, ga je Trobec zbil na tla in mu uro strgal z roke. Kasneje so jo našli na Spodnji Beli. Trobec je trdil, da jo je od nekoga kupil v Ljubljani. Potem je bil omenjen primer Jovanke K. iz Titograda, ki jo je na kranjski avtobusni postaji 2. julija 1979 pod pretvezo, da je taksist, spravil v avto. Ni je odpeljal na Planino k njeni hčeri, kot je obljubil, ampak v Srakovlje na Mlaki, kjer jo je spodil iz avta in se odpeljal z njeno prtljago, dokumenti in denarjem. Vse so kasneje našli v hišni preiskavi. Na koncu so omenili še krajo v prostorih podjetja Galtex, kjer je delala umorjena Cankarjeva, od katere je dobil ključ. Ukradel je dva računska stroja, dva pisalna stroja, električni kuhalnik, pribor za kuhanje kave in dva spenjača za papir v skupni vrednosti 21.499 dinarjev. Pisalni stroj so našli pri Trobčevi sestri. Trobec je o vsem povedal le, da mu ni sijalo sonce v življenju.
Na ponedeljkovi obravnavi, 3. novembra 1980, so na vrsto prišle priče v zvezi z umori. Franc Plankl, vodja radovljiških zaporov, kjer je bil Trobec priprt, je povedal, da je Trobec začel groziti paznikom, sozaporniku in kršil hišni red, ko se je preiskava razširila na umore. Omenili so še policijsko preiskavo Trobčevega krivolova tri leta prej. Pri njem so našli lovske trofeje in časopisni papir s posušenimi kapljami živalske krvi. Trobec naj bi jim grozil z obračunom. Trobčevi sorodniki (polbrat Rajko, polsestra Marija Dovic in sestra Cirila Banovič) so se poslužili pravice do tega, da jim ni potrebno pričati.
V četrtek, 6. novembra 1980, šesti dan sojenja, je bil Trobec najbolj zgovoren do tedaj. Predsednik senata mu je namreč dejal, da upokojenec Franc Prajs iz Rateč, kateremu je Zorica Nikolić pospravljala v Ljubljani, trdi, da mu je dotična gospa povedala, da hodi z morilcem. Dvignil se je iz zatožne klopi in se razburil, ker naj bi bil po krivici označen za zločinca, saj naj bi ga mati vzgojila v poštenega in delovnega človeka. Navedel je še, da je moral zbežati v tujino, ker so ga obtožili požiga, ob vrnitvi pa so se nanj spravili z elektrošoki v bolnišnici. Prvič je povedal, da mu je žal, če je res kaj slabega storil. Zagovornik obtoženca je zahteval zdravniško dokumentacijo Nikolićeve, ki naj bi se zdravila v Polju in mnenje sodnega izvedenca o njenem zdravju. Prajs je menil, da je bila Nikolićeva zdrava. Ob pričanju razburjene Marije Nikolić o izginotju njene sestre je bil Trobec neprizadet. Njegov zagovornik je zahteval medicinsko dokumentacijo umorjene Cankarjeve, ki naj bi bila epileptik in naj bi umrla zaradi alkohola.
V petek, 7. novembra 1980, so imele besedo zadnje priče. Nastopil je sin umorjene Plevnikove. Trobčeva prva žena je nastopila na obravnavi, zaprti za javnost.
V ponedeljek, 10. novembra 1980, so trije izvedenci psihiatri povedali, da Trobec ni duševni bolnik, da se zaveda svojih dejanj in da nima posledic zaradi zdravljenja z elektrošoki. Dr. Vanoš Bregant, psihiater, je povedal, da pri njem ni našel znakov duševne bolezni, tudi ne shizofrenije. Dr. Zlatko Vinek je povedal, da je Trobec psihopat, ne duševni bolnik, in da je tudi njegov molk znamenje tega, njegova obramba, saj noče povedati resnice. Kljub izvedenskemu mnenju, ki so ga podali ob opazovanju Metoda Trobca, je menil, da je možno tudi, da so se umorjene upirale nagovarjanju k spolnemu odnosu, kar je pri njem izzvalo agresijo. Je pa ponovno potrdil, da so iz Trobčevega opisa svojih dejan,j po smrti žensk ugotovili (zažgal jih je in pobrisal kri), da je vedel, kaj je storil in da je torej prišteven. Dr. Ivan Košuljandić je podal podobno izjavo. Dr. Vinek je pojasnil uporabo elektrošokov in zavrnil Trobčevo obrambo, da je pri njem prišlo do neželenih posledic. Pri Trobcu so elektrošok uporabili tudi na opazovanju v Zagrebu, saj ni želel sodelovati (zaporniška psihoza). Na vprašanje, kdo daje psihiatru pravico, da uporabi elektrošok, tudi ko ne gre za zdravljenje, je eden od zagrebških psihiatrov odgovoril, da tega vprašanja v svetu še niso rešili.
V torek, 11. novembra 1980, so sodni izvedenci (zdravnik dr. Tomaž Jančigaj z Instituta za sodno medicino v Ljubljani, zdravnik doc. dr. Štefan Stražiščar in dr. Zvonimir Žajdela, stomatolog s klinike za maksilofacialno kirurgijo v Ljubljani), pojasnili sodišču, da so našli ostanke najmanj petih žensk ter kri v prostorih in na njegovih oblačilih, ki ni pripadala Trobčevi krvni skupini 0. Zgolj iz ostankov so lahko prepoznali le Zorico Nikolić. Njene zobe so primerjali s podatki iz kartoteke. Našli so tudi kri in kosti srnjadi. Niso mogli utemeljiti, kako so ženske umrle, ker so imeli kot dokaz le zažgane kosti.
V četrtek, 13. novembra 1980, enajsti dan sodne obravnave, je pričala takrat 59-letna Trobčeva mama, ki je sodišče najprej ni povabilo, ker se je temu med preiskavo odpovedala. Prišla je na predlog obrambe. Bila je edina Trobčeva ožja sorodnica, ki je pričala. Med njenim pričanjem je Trobec stal. Ko je opisala težko življenje na svoji kmetiji, jo je senat vprašal, kako je potem lahko kupila domačijo v Dolenji vasi. Odgovorila jim je, da je za posestvo dala 11 milijonov starih dinarjev, ker je prodala del živine, da je nekaj posodil njen brat, nekaj pa je dodal Metod sam. Kljub temu je živela v Rovtu (na naslovu Metodove tete, sestre njegovega očeta, ki naj bi zaradi nebogljenosti potrebovala pomoč), kjer je bila med sojenjem še zmeraj prijavljena. Tako naj bi Metod v Dolenji vasi občasno živel sam. Da je Metod Trobec kupil hišo na Spodnji Beli, je bil njen predlog, ker so ga tepli zaradi ene ubite srne (takrat naj bi predlagala prodajo domačije v Dolenji vasi). Omenila je njegovo slabo počutje, da ni skoraj nič pil, da se ni menil za dekleta in da se je poročil, ne da bi ji povedal. Trdila je, da je Metoda po zdravljenju v Polju bolela glava. Njene izjave so bile drugačne od tistih v preiskavi, zato jo je predsednik senata vprašal, če se je posvetovala z njegovim odvetnikom. Ona je to zanikala. Na njegovo željo so prebrali njegova pisma njej, očetu, sestri, preiskovalnemu sodniku, zagovorniku in advokatu, ki je pisal pogodbo pri prodaji hiše v Dolenji vasi. Po koncu svojega pričanja je svojega sina vprašala, če je hud, ker je prišla. On je nerazločno odgovoril, da ne.
V torek, 18. novembra 1980, dvanajsti dan obravnave, je na predlog obrambe, ki je hotela Trobcu priskrbeti status osebe, dedno obremenjene z duševno boleznijo (njegov polbrat po očetovi strani, ki je bil shizofrenik, je leta 1949 umrl srčno kapjo), na sodišču nastopil izvedenec psihiater prof. dr. Nikola Peršić z Medicinske fakultete v Zagrebu, soavtor izvedenskega mnenja z opazovanja Trobca v Zagrebu. Potrdil je, da se je Trobec zavedal svojih dejanj, da ni duševno bolan in da je psihopat. Tudi ni imel poškodovanih kromosomov, ki bi pokazali shizofrenijo. Senat je zavrnil predloge obrambe za nove izvedence psihiatre (dr. Leva Milčinskega in dr. Maksima Šterniča), psihologe in seksologe. Peršič je zanikal, da bi Trobec imel posledice petih elektrošokov, ki jih je prejel, saj ni imel izgube spomina in spremembe osebnosti. S Trobčevim zagovornikom se je zapletel v besedni spopad, zato je moral poseči predsednik senata. Obramba je trdila, da je v polju dobil 5 elektrošokov z napetostjo 220 voltov. Poročilo iz Polja je omenjalo 110 voltov na aparatih Siemens. Po končani obravnavi se je Trobec razjezil, da bo tožil psihiatre, ki so mu uničili življenje.
20. novembra 1980 je bil trinajsti in zadnji dan obravnave. Tožilec in zagovornik sta imela zaključni govor. Tožilec je zahteval najstrožjo, smrtno kazen, ki je v Sloveniji niso izvedli že od leta 1959. Omenil je še, da je imel Trobec roman Lun in eksodus, ki ima na nekem mestu debelo tiskano besedilo »sve tajne predajem vatri«, ki naj bi jim namignilo, da naj pogledajo v krušno peč. Zagovornik je po triurnem govoru zahteval oprostitev Trobca, ki je izjavil, da je nedolžen, da so mu uničili zdravje in da ne sodijo tistim, ki bi jim morali. Zagovornik je podal še drugačno razlago dogodkov. Vida Markovič naj bi umrla zaradi mamil, Marijana Cankar zaradi epileptičnega napada, Urška Brečko naj bi se zadušila s hrano ob strastnem objemanju s Trobcem, Ana Plevnik naj bi umrla zaradi delirija, Zorica Nikolič pa naj bi si prerezala žile, ker jo je zapustil njen fant. Trobec naj bi jih zažgal v šoku in se bal priznati zaradi slabih izkušenj s kaznovanjem. Omenjeno je bilo, da Trobec s trditvami o težkem življenju pretirava, saj je imel od leta 1975 svoj avto, domačija pa je bila kupljena približno osem let pred sojenjem. Tožilec je povedal, da se je Trobec med preiskavo zatekel k molku in postal agresiven, ko je izvedel, da je njegova mama vrnila kupcu hiše v Dolenji vasi 60.000 zahodnonemških mark kupnine. Povedal je tudi, da Trobec ni med preiskavo nikoli povedal, da so žrtve umrle naravne smrti, kar si njegova obramba prizadeva dokazati.
Razglasitev sodbe na prvi stopnji po petdnevnem razmisleku petčlanskega senata je bila v torek, 25. novembra 1980. Obsodili so ga na smrtno kazen za pet naklepnih umorov (smrt), rop (4 leta) in dve veliki tatvini (3 in 4 leta). Trobec je smrtno kazen sprejel mirno, vznemirilo pa ga je naloženo plačilo sodnih stroškov (51.330 din), povprečnine (4.000 din), kraje Galtexu (že prodani računski stroji - 10.465 din), ropa Jovanke K. (3.000 din) in vračilo ukradene ure (1.500 din).

### Razveljavitev sodbe
Vrhovno sodišče SR Slovenije je razveljavilo sodbo Višjega sodišča v Ljubljani, s katero je bila potrjena smrtna kazen in zavrnjena pritožba Trobčevih zagovornikov. Od višjega sodišča je zahtevalo mnenje seksologa, psihologa in še enega psihiatra. Menilo je, da je bila premalo upoštevana prisotnost shizofrenije in duševne prizadetosti v Trobčevi družini, v kateri se je nekaj ljudi zdravilo zaradi duševnih bolezni. Izrazilo je dvom v to, da ostanki dveh oseb res pripadajo Urški Brečko in Vidi Markovčič. Hotelo je bolje razjasniti vpliv uporabe elektrošokov na Trobčeve psihične zmožnosti. Višje sodišče je imelo na izbiro ponoven razpis obravnave ali vrnitev zadeve Temeljnemu sodišču v Kranju v ponovno sojenje.

### Ponovno sojenje
Na prvi obravnavi, 2. septembra 1982, je Trobčeva obramba zahtevala nove zagovornike in protestirala proti novi sestavi senata. Zaslišali so Trobca, ki je trdil, da ne ve, če je res umoril te ženske, da je občasno pil sam in veliko zaradi vpliva elektrošokov, zaradi katerih ga je bolela glava. Bil je čuden in izven kontrole. Trobcu so pokazali fotografije žrtev. Prepoznal je le Ano Plevnik.
V ponedeljek, 6. septembra 1982, je sodišče zaslišalo znance Urške Brečko in Vide Markovčič. Mama Vide Markovčič je omenila natrgane hčerine bele natikače. Njeno trditev je potrdila hčerina vzgojiteljica iz Doma Malči Beličeve. Mama med pokazanimi oblekami ni mogla prepoznati hčerine. Zaslišali so tudi šoferja avtobusa, ki je Urško Brečko pripeljal na Breg ob Kokri, kjer je izginila. Brečkova bi morala z vlakom v Ljubljano, da bi prišla v stik s Trobcem, vendar je nihče od njenih znancev, ki so bili ob istem času tam in so jo dobro poznali, ni videl iti na vlak ob 18.30 ali 19.34. Trobec je namreč med preiskavo umorov trdil, da je v gostilni v Ljubljani srečal mlado dekle z Dolenjske, ki je zamudilo avtobus ali vlak.
V torek, 7. septembra 1982, sta znanki Urške Brečko povedali, da je imela odpor do moških in da ni imela fanta. Spet je bilo povedano, da so pri Trobcu našli ključe, ki so odpirali vrata gostilne, kjer je delala, in omaro v njeni sobi. Zopet je pričala Trobčeva mati.
Četri dan razprave, v četrtek 9. septembra 1982, je bil zaprt za javnost. Nastopila je Trobčeva prva žena, ki je pričala že na prvem sojenju. Druga bivša žena ni prišla. Trobčev zagovornik je pripomnil, da javnost ve dovolj o seksu, da je ne bi bilo treba izključevati.
V petek, 10. septembra 1982, je na sodišču nastopil morfolog Štefan Stražiščar z Instituta za sodno medicino v Ljubljani, ki je sodeloval že na prvem sojenju. Potrdil je, kar je povedal že prej, da so v pepelu bile kosti petih odraslih ljudi in da ne more ugotoviti vzroka smrti. Klinični psiholog, prof. Janez Rojšek (po drugem viru naj bi nastopil 13. septembra), je Trobca označil za osebnostno motenega z večjo disocialno noto in nekoliko podpovprečnimi inteligenčnimi soposobnostmi. Omenil je čustveno nezrelost Trobca, ki se mu je zdel pretirano navezan na mater, ki ni mogla zaradi razmer nuditi zadostne čustvene topline. Omenil je tudi njegovo nezmožnost preseči tako stanje s samoaktivnostjo, zaradi česar se je čutil ogroženega. Ker se ni mogel uveljaviti v poklicu ali kje drugje, se je čutil odrinjenega in neupoštevanega. Bil je slabo integriran in brez zavor. Ni mogel uresničevati svojih sanj. Ta nezmožnost je povzročila napetosti, zaradi katerih se je začela razkrajati njegova osebnost, kar se je kazalo v psihosomatskih težavah in v drugih neuspehih, zaradi katerih je imel občutek, da mu okolica dela krivico in da jo mora obvladati z večjim nasiljem.To je bil njegov obrambni mehanizem. Rojšek je še menil, da se je ta sovražnost kazala tudi v njegovem seksualnem življenju, ker se je tudi na tem področju čutil nesposobnega. Še pred elektrošoki ni zmogel vzpostavljati intimnih odnosov z ženskami in potrjevati svoje moškosti. Po njegovem mnenju je potem, ko se je zavedel posledic, začel brisati predstave o posameznih dejanjih. Kot egocentrična osebnost, ki jo je prizadela okolica, je bil sposoben ubijati. Popoldne so zaslišali izvedence psihiatre. Socialna delavka iz Doma Malči Beličeve je povedala, da umorjena Vida Markovčič ni bila urejena. Ni prepoznala njenih oblačil.
V ponedeljek in torek, 13. in 14. novembra 1982, je nastopilo pet sodnih zvedencev psihiatrov, dr. Marko Škulj, dr. Janez Romih in dr. Avšeč iz begunjske bolnišnice za psihiatrijo ter dva specialista za forenzično psihiatrijo (nevropsihiatra) iz Zagreba, dr. Karla Pospišil-Završki in dr. Rudolf Turčin, ki sta imela nalogo obravnavati obtoženčeva spolna nagnjenja. Zanikala sta Trobčevo zožanje zavesti med intimnim odnosom in pa, da bi bil Trobec spolni sadist. Menila sta, da je bil pod vplivom alkohola, vendar ta ni vplival na dejanja, ker je že imel cilj. Nista se strinjala s psihologom. Nista mogla vedeti, če so se umori res zgodili med intimnim odnosom in če je do teh odnosov res prišlo. Nista mogla izluščiti motiva za uboje iz zrneca dokazov iz spisa. O Trobcu so povedali, da ni duševno bolan ali zaostal, ampak deviiran, disocialen, agresiven, nagnjen k občasni zlorabi alkohola in z anomalijo spolnega nagona. Zagovarjali so elektrošoke, ki jih takrat v Begunjah že nekaj let niso izvajali. Trobec je prejel premalo elektrošokov, da bi lahko imel poškodbe (mikrokrvavitve). Tudi nasploh ni imel teh poškodb in duševnih motenj. Alkohol bi lahko igral vlogo, vendar ne pretirano velike. Zagovorniki so predlagali še pričanje farmakologa ter zdravnic in zdravljenega bolnika iz Polja, kar je sodni senat zavrnil.
Sojenje se je po enodnevnem odmoru nadaljevalo v četrtek, 16. septembra 1982. Na vrsto so prišle priče. Defektologinja iz Doma Malči Beličeve ni prepoznala oblačil Vide Markovčič.
V ponedeljek, 20. septembra 1982, so imeli tožilec in obramba končni govor. Obramba (Trobčev zagovornik je bil Stanislav Klep) je zahtevala zaslišanje še treh prič, vendar jih je sodni senat zavrnil. Tožilec je zopet zahteval smrtno kazen. Bil je prepričan, da sta med žrtvami Urška Brečko in Vida Markovčič, saj ju je Trobec opisal, preden sta bili znani kot njegovi morebitni žrtvi. V torek, 21. septembra 1982, je obramba nadaljevala, svoj govor je zaključila po treh dneh. Strinjala se je z mnenjem psihologa, ne pa z mnenjem psihiatrov. Dvomila je, da so okostja res pripadala ženskam, da sta Markovčičeva in Brečkova res bili v tisti hiši in da so ženske res umrle nasilne smrti. Predlagala je oprostitev Trobca.
Sodba je bila izrečena v petek, 24. septembra 1982. Temeljno sodišče v Kranju je ponovno izreklo smrtno kazen. V obrazložitvi je senat zapisal, da ne gre za maščevanje družbe za storjena dejanja, ampak za upoštevanje določil kazenskega zakonika Slovenije. Da je med žrtvami tudi Vida Markovčič, je bil senat prepričan, saj jo je Trobec opisal, preden je bila znana med pogrešanimi. Podobno je menil za Urško Brečko. Sprejel je mnenje psihiatrov, da je Trobec egoist, deviiran, nagnjen k alkoholu, agresiven in z anomalijami spolnega nagona. Ker je Trobec svoja dejanja ponavljal, so bili mnenju sodišča ti umori storjeni z direktnim naklepom in brez zmanjšane prištevnosti. Upoštevalo je dejstvo, da je bil že prej obsojen na daljše zaporne kazni zaradi več kaznivih dejanj. Ni verjelo, da bi kot izrazito disocialna osebnost po izpustitvi na prostost prenehal s kaznivimi dejanji. Trobec se je na razsodbo odzval z molkom in brez svojih običajnih enozložnic.

### Sprememba smrtne kazni v dvajset let zapora
Višje sodišče v Ljubljani je naslednje leto, po pritožbi Trobčevega zagovornika, smrtno kazen spremenilo v dvajset let zapora. Menilo je, da v Trobčevem primeru ni bilo najvišje stopnje prištevnosti.

### Nove najdbe v hiši umorov in ovadba za umor Olge Pajić
UNZ Kranj je Trobca ovadil Temeljnemu tožilstvu Kranj zaradi umora 45-letne Olge Pajić, rojene v Dževdželiji, stanujoče v Škofljici in od leta 1974 zaposlene v Rogu. Pogosto je bila na bolniški. Julija 1984 so namreč na podstrešju Trobčeve hiše umorov v Dolenji vasi, ki je bila nezavarovana, odprta in je deloma propadala, našli osebno izkaznico, zdravstveno izkaznico, denarnico in fotografije Vide Markovčič ter osebno izkaznico in zdravstveno izkaznico Olge Pajić in sicer v steni iz opečnatih votlakov, s katere je zaradi vlage in slabe izvedbe odpadel omet. Olga Pajić je izginila 9. avgusta 1975, ko bi se morala vrniti v službo z bolniške. Dan prej je svojemu partnerju povedala, da gre v Ljubljano po čevlje zanj. Po dveh dneh se ni vrnila, zato jo je iskal. V svojo delovno organizacijo ni šla iskat svojih dohodkov za dva meseca in delovne knjižice. Ko so Trobcu pokazali dokumente, je povedal, da Olgo Pajić pozna in da je njene dokumente sam spravil. Razložil je, da sta se sprla in da naj bi ga ženska napadla, zato jo je umoril in zažgal v peči. Povedal je tudi, da je bila Olga Pajić njegova prva žrtev, da je druga žrtev umrla leta 1976 in da ni umoril Urške Brečko. Novi postopek ni bil nadaljevanje prejšnjega, zato je Temeljno javno tožilstvo v Kranju primer odstopilo krajevno pristojnemu Temeljnemu tožilstvu v Ljubljani.

### Napad z nožem na sojetnika in dvakratna premestitev v drugi zapor
V zaporu na Dobu, kjer je prestajal 20 let zapora za umor petih žensk, je v petek, 28. avgusta 1992, ob 15.15., med sprehodom zapornikov, z nožem, prirejenim iz jedilnega pribora (izbrušen v konico), zabodel sojetnika Miloša N. sedemkrat v prsni koš in trikrat v okončine. Razlog naj bi bile stare zamere. Miloš N. je v tistih dneh imel načrtovan pogojni izpust. Trobca so po napadu dali v samico, pred razjarjenimi zaporniki sta ga branila dva paznika s službenim psom in dvema avtomatoma. Odpeljali so ga v novomeške zapore. V njegovi celici so našli načrt za pobeg, zapis o napadu na določenega paznika in rabi njegovih ključev za osvoboditev sojetnikov, ki so bili z njegovim načrtom seznanjeni. V samici so našli solzivec.Trobec je bil samotar in nepriljubljen med sojetniki. Po njegovem napadu na Miloša N. so njegovi sojetniki protestirali pri pravosodnem ministru Mihi Kozincu ter zahtevali ločeno bivanje problematičnih zapornikov in manjše prostore za bivanje. Minister jim je obljubil, da bo skupščini predlagal, da se za to nameni več denarja. Trobca so potem zaradi vse bolj odkritih groženj sojetnikov zaradi zadnjega poskusa umora zopet premestili in sicer začasno v mariborske zapore, ki so bili najvarnejši v Sloveniji. Tam je imel poseben status ter je bival in se sprehajal ločeno od drugih. Ločenega dela mu niso mogli zagotoviti. Zaradi načrtovanja pobega so nad njim izvajali poostren nadzor. Na Dob se je vrnil septembra 1993.

### Podaljšanje kazni za 10 let in 6 mesecev zaradi napada na dva sojetnika v letih 1988 in 1990
Vinko N. je bil po sporu in fizičnem obračunu s Trobcem premeščen v ljubljanske zapore. Tam je napisal več prošenj, da ne bi šel nazaj na Dob, vendar so ga maja 1988 vrnili. Ko je 23. maja 1988  stal v postrojbi novih obsojencev, mu je Trobec, ki ga je paznik ravnokar izpustil iz samske sobe, prišel izza hrbta in ga s 7,5 cm dolgim nožem, ki ga je sam izdelal, dvakrat zabodel v desno stran prsnega koša in dvakrat v desno stran trebuha. Z enim od zamahov mu je prebil denarnico v žepu srajce. Nato je po zmedi in vpitju izročil nož pazniku in rekel, da se mu je utrgalo. Med dopustom na posebnem oddelku, kjer so imeli obsojenci možnost prehoda v druge sobe, je 30. januarja 1990 s 7,6 cm dolgim žepnim nožem zabodel Zlatka K. v desno nogo v njegovi sobi in mu s tem prizadejal 1 cm globoko in 2 cm dolgo vreznino.
V začetku leta 1993 je Temeljno sodišče v Novem mestu (enota Trebnje) Trobcu zaradi teh dveh napadov prisodilo 10 let in 6 mesecev zaradi poskusa umora in povzročitve lahke telesne poškodbe. Trobec se na glavni obravnavi ni branil in je molčal. Sodišče je odločilo še, da se mu to ne všteje v obstoječo kazen. Višje sodišče v Ljubljani je 25. februarja istega leta zavrnilo pritožbo Trobčevega zagovornika. Vrhovno sodišče v Ljubljani je zavrnilo izreden preizkus pravnomočne sodbe. Trobcu se je dvajsetletna zaporna kazen, ki jo je prestajal od leta 1979, tako podaljšala.

### Sojenje za napad na sojetnika leta 1992, ponovitev sojenja in podaljšanje kazni do leta 2014
Konec marca 1998 so Trobcu na novomeškem okrožnem sodišču začeli soditi za napad na sojetnika Miloša N. leta 1992. Miloš N., že nekdanji zapornik, se prve obravnave ni udeležil. Obravnava se je nadaljevala 23. aprila. Napadeni je takrat prišel in opisal dogajanje. Trobec mu je hotel vsiliti predrago konzervo in ker ga je ignoriral, se mu je zameril. Pričali so tudi nekateri zaposleni na Dobu in še en nekdanji zapornik. Dr. Dušan Žagar, nevropsihiater, je Trobca označil kot osebnostno motenega, labilnega, agresivnega, napetega, sumničavega in agresivnega. Prepričan je bil v obstoj vsaj minimalne provoakcije s strani Miloša N. Pogledali so tudi v poročilo zapora na Dobu, ki je o Trobcu povedalo, da je bil najprej obvladljiv in povprečno uspešen, večje težave pa je začel povzročati leta 1986. Bil je najmanj 15-krat disciplinsko kaznovan zaradi razžalitev, obrekovanj in napadov na uradne osebe in sojetnike. Izdeloval je alkoholno pijačo »mušica«, pri sebi je imel trikotno pilo in zažgal je svojo sobo. Morali so ga premeščati v druge zapore in bila mu je dodeljena samska soba. Zaradi poskus umora so Trobcu prisodili 8 let zapora. To so združili z izrekom 10 in pol letne kazni iz leta 1993 in tako dobili 15 let zaporne kazni, ki so jo prišteli 20 letni zaporni kazni, ki bi se mu iztekla leta 1999. Trobec bi bil tako izpuščen leta 2014.
Po pritožbi Trobčevega zagovornika zaradi menja sodnega izvedenca psihiatra, ki je na glavni obravnavi povedal, da je Trobec po treh udarcih postal manj prišteven, je Višje sodišče v Ljubljani sodbo razveljavilo. Višje sodišče je zmotilo izvedenčevo mnenje, da glede prvega udarca obstaja dilema in da je bil po njem bolj neprišteven kot prišteven. Zagovornik je tudi opozoril na to, da je bilo psihiatrovo ustno mnenje drugačno od pisnega. Višje sodišče je zahtevalo dopolnitev izvedenskega mnenja in natančnejšo definicijo Trobčevega duševnega zdravja.
Ponovno sojenje se je začelo 3. marca 2000. Trobec je omenil, da naj bi mu paznik prinesel pismo Miloša N., da ga bo ubil, ter da je bil pijan in pod vplivom pomirjeval. Obsojenčev vzgojitelj z Doba je zanikal prisotnost alkohola. Govorili so tudi o tem, kako je kljub nadzoru Trobec prišel do noža. Priče so povedale isto, kot na prejšnjem sojenju. Izvedenec psihiater, doc. dr. Slavko Ziherl, je povedal, da je Trobec zaradi spleta okoliščin odraščanja paranoiden, disocialen in narcističen, ter da kaže lažje znake poškodb možganov. Po njegovem mnenju je razumel pomen svojih dejanj. Sestava senata sodišča je ostala enaka, prav tako sodba in izrečena enotna kazen 15 let. Zaradi različnih mnenj psihiatrov na prejšnjem in takratnem sojenju sta Trobec in njegov zagovornik zahtevala novo mnenje, vendar ju je senat sodišča zavrnil. Višje sodišče v Ljubljani je zavrnilo pritožbo zagovornika.
Marca 2001 je bil Trobec v koprskem zaporu.

### Zasebna tožba proti Lei Evi Müller zaradi trditev o mučenju živali
Lea Eva Müller, borka za pravice živali, je 29. marca 2000 v oddaji 24UR na POP TV podala slikovite opise domnevnega Trobčevega mučenja živali. Trobec jo je tožil za 18,5 milijonov tolarjev (najprej 9 milijonov tolarjev) zaradi obrekovanja in žaljive obdolžitve. Obtoženka je povedala, da ima samo pokojnino. Müllerjeva je kot svoj vir informacij omenila Barbaro Juvan (ali Jovan), predsednica domžalskega društva proti mučenju živali, ki je prebrala članek v izvodu revije Jana iz aprila leta 1988, ki naj bi omenjal izjavo Trobčeve mame in sestre o mučenju živali. Müllerjeva naj bi zjutraj telefonirala, da mora dati izjavo za televizijo, pa ne ve, kaj naj pove. Juvanova se tega ni spomnila, je pa dopustila možnost, da ji je to povedala. Müllerjeva je omenila tudi neznance, ki naj bi ji v času sojenja Trobcu za umore po telefonu razlagali, da Trobec muči živali. Trobec jo je zaradi izjave nadlegov v pismih in po telefonu, dokler mu tega niso preprečili. Njena obramba je sodišču dala tudi članka iz Slovenskih novic in Nedeljskega dnevnika z izjavami Trobčeve bivše žene. Trobec je potem svojo tožbo umaknil.
Müllerjeva je izjavo na POP TV podala v zvezi s tremi dijaki kranjske gimnazije, ki so v Tržiču in okolici mučili mačke. Mediji so leta 2000 tekmovali v bombastičnem poročanju o tem primeru. Mučiteljem so npr. nadeli oznako »mačji trobci«.

### Smrt in pokop
Umrl je 30. maja 2006 ob štirih zjutraj v samici v najbolj varovanem delu zapora Dob. Obesil se je z rjuho, ki jo je privezal na ročico vodovodnega ventila nad straniščnim kotličkom. Našli so ga okoli šestih zjutraj, ko so delili zajtrk. Njegova vrata so bila zablokirana z omaro, zato so jih morali odriniti. Čeznjo je vrgel rjuho, da je zastrl pogled skozi kukalo. Ko je delal samomor, je izruval straniščno školjko, kar bi morali poleg premikanja omare slišati sojetniki, vendar nihče ni poklical paznikov. Za sabo ni pustil poslovilnega pisma. O samomoru so obvestili njegovo sestro. Ubil naj bi se zaradi stisk, ki so se mu nakopičile. Marca 2006 je umrla njegova mama, ki je bivala v Domu starejših občanov v Preddvoru, potem ko je prejšnje leto Trobčev zagovornik Stanislav Klep prodal hišo. Do svoje smrti ga je obiskovala. V zadnjem času je odklanjal zdravniške preglede, marca ni hotel na specialistični pregled zaradi suma raka na prostati. Od decembra prejšnjega leta ga, domnevno zaradi bolezni, ni več obiskovala sestra. Nekaj let prej je že zaigral poskus samomora.
Pokopan je bil na državne stroške v neoznačen grob na pokopališču Šentrupert.

## Psihopatologija
Trobec je bil spoznan za psihopata že pred odkritjem umorov. Svoja dejanja je ponavljal, zažgal je žrtve in pobrisal je kri, torej je vedel, kaj se je zgodilo, kar je pomenilo, da je moril z naklepom in da je bil prišteven. Molk je bil njegova obramba. Narejen vozniški izpit, odslužen vojaški rok in povečevanje lastnega premoženja (hiša na Spodnji Beli in avto) so bili dodatni dokazi, da ni duševno bolan. Poleg tega premoženja je bila še domačija v Dolenji vasi, kupljena v začetku sedemdesetih let, kar je pomenilo, da je Trobec pretiraval s trditvami o težkem življenju. Ni imel shizofrenije, čeprav je bil njegov polbrat po očetovi strani shizofrenik. Psihiatri so zanikali, da bi zaradi elektrošokov imel posledice. Dopuščali so možnost, da so se umorjene upirale, kar je pri njem izzvalo agresijo. Ni bil spolni sadist. Bil je nekoliko podpovprečno inteligenten, napet, brez zavor, sovražen, deviiran, egoističen, sumničav, emocionalno hladen, paranoiden, narcisističen, labilen, disocialen, antisocialen, agresiven, nagnjen k občasni zlorabi alkohola in imel je anomalijo spolnega nagona. Alkohol pri njegovih zločinih ni igral pomembne vloge. Njegova čustvena nezrelost se je kazala pri pretirani navezanosti na mater, ki ni bila vedno na razpolago. Čutil se je ogroženega, odrinjenega, neupoštevanega in nesposobnega v poklicnem in spolnem življenju. Okolico, ki naj bi mu delala krivico, je želel obvladati z večjim nasiljem. Kot egocentrična osebnost, ki jo je okolica prizadela, je bil sposoben ubijati. Kot izrazito disocialna osebnost bi po izpustitvi na prostost nadaljeval s kaznivimi dejanji.

## Podoba Metoda Trobca v slovenski družbi

### Med ljudmi
Miha Čelar, režiser dokumentarnega filma Mama je ena sama (2015), je v otroštvu poznal avtomehanika, ki se je pisal Trobec in je v bližini njihovega bloka imel delavnico. Kot poslovno darilo za novo leto je natisnil koledar s karikaturami in Trobčevimi anagrami. Na januarskem listu je bila Trobčeva karikatura in napis »Če baba ima dolg gobec, pokliči servis Trobec !«.

### Sodobniki o Trobcu
Blaž Ogorevc ga je označil za patriarha slovenskih spolnih iztirjencev. Slavoj Žižek je zapisal, da je Trobec cankarjanski junak, katerega dejanja so temna stran cankarjanske zvestobe Materi. Marcel Štefančič jr. je v knjigi esejev Slovenci (2010) zapisal, da sta bila Trobec in Plut žrtvovana za retuširanje slovenske samopodobe. Matevž Kos je Štefančiču ob tem očital, da se mu moralne dileme niso zbudile tudi ob metanju Slovencev v rudniške jaške (Huda jama). Štefančič je o Trobcu po njegovem samomoru zapisal še, da je bila njegova podoba skrivnostnega in diaboličnega morilca zgolj krinka ter da je bil v resnici mali, povprečni, nepomembni slovenski stiskač, ki jadikuje nad svojim garanjem, poštenostjo in trpljenjem. Dokaz za to je videl v njegovi burni reakciji ob prvi sodbi za pet umorov, ko je izvedel, da bo moral plačati stroške sojenja in svojih tatvin. Trobec je to celo omenil v intervjuju za Mladino leta 1991, ne da bi ga kdo spodbudil k temu. Za Štefančiča je bil Trobec tudi produkt divje proletarizacije podeželja in socialističnega uničenja ruralne skupnosti, ki mu je modernizacija uspela na grozljiv način, ko je postal serijski morilec žensk s socialnega dna. Njegov samomor ga ni presenetil, saj je bil temna stran povprečnega Slovenca. Da so Trobca hoteli pojasniti z jezikom psihiatrije, so počeli zato, da jim ne bi bilo treba soditi slovenskim socializacijskim procesom. Trobec je bil namreč obremenjen s kompleksom matere. Bil je tudi temna, patološka stran duhovnika, velike karierne želje tipične slovenske matere za svojega sina, in pa ruralni fašist, ki je kuril ženske v krušni peči, simbolu slovenske kmečke samoraslosti, ruralne klenosti in samobitnosti. Ni verjel v prištevnost Trobca, ki je puščal sledi in hranil predmete žrtev. Penolog Dragan Petrovec je bil priča strahu sodnice ob misli, da bi šel Trobec na prostost, čeprav nikoli ni bila udeležena v sodnem postopku proti njemu. Menil je, da je ta strah pretiran, saj je bil Trobec takrat postaran, razvalina od človeka in preveč znan.

### Trobec kot povod za obračunavanje na slovenski politični sceni

#### Jože Dežman in Osnovna šola Metoda Trobca leta 1999
Ko sta škofjeloška odbora strank SLS in SKD napisala pozitivno mnenje o poimenovanju osnovne šole po Ivanu Dolencu, je zgodovinar Jože Dežman leta 1999 v kolumni v Gorenjskem glasu napisal, da je to zanj enako, kot če bi stranka zagrizenih mačistov za ime šole izbrala Osnovna šola Metoda Trobca. Eden od bralcev mu je odgovoril, da je njegovo pisanje za zgodovinarja zelo nečastno in tuje zgodovinski znanosti. Napisal je tudi, da se je Trobec, ki je za svoja dejanja odgovarjal, morda zgledoval po zbirnih taboriščih zmagovite in nekaznovane NOB takoj po 2. svetovni vojni, v katerih se je zlorabljalo ženske.

#### »Pičkin dim«Matjaža Hanžka leta 2005
Matjaž Hanžek je bil s svojim vikendom najbližji sosed Trobčeve hiše umorov. S svojimi kolegi se je iz grape vzpel do te domačije. Pobudo za to je dal Blaž Ogorevc, ki je takrat pri Mladini urejal literarno prilogo Mlada pota in je za najboljša dva erotičnega literarnega natečaja nadrobil sajasti zidak iz Trobčeve peči, ki je bil žrtvam najbližji (na natečaju so namreč, ne glede na spol pošiljatelja, prevladovale zgodbe, kjer na koncu nasrka ženska. Najboljši pisatelj je dobil sajasti del, drugi najboljši drugo polovico, tretji pa plastično vrečko, v kateri je bil zidak.). Ko sta se po nekaj dneh s Hanžkom vrnila po grapi ob hudourniku proti avtobusni postaji, ju je kmečka pisateljica desnega političnega nazora povabila na pijačo na svojo samotno kmetijo. Povedala jima je, da samo domačini vedo, kaj je »pičkin dim«, o katerem radi govorijo Ljubljančani, saj se je dim iz Trobčeve peči na planoti valil v grapo in se porazgubil med polji. To anekdoto je Hanžek kot varuh človekovih pravic povedal 26. februarja 2005 v sobotni oddaji Hri-bar na RTV SLO, za kar se je potem pisno opravičil. Zmago Jelinčič, predsednik stranke SNS in takratni poslanec državnega zbora, je v izjavi za javnost zapisal, da bi moralo Vrhovno državno tožilstvo Republike Slovenije proti Hanžku uvesti predkazenski postopek. Hanžka so obsojali tudi Eva Irgl, Milenko Ziherl, Branko Grims in Matej Makarovič. Ko je istega leta poslanec SDS-a Pavel Rupar Majdi Širca in Majdi Potrata med razpravo o zakonu o registraciji istospolnih partnerstev predlagal pregled mednožja, so poslanci njegove stranke zaradi Hanžka zavrnili njegovo obsodbo.

#### Esej Tineta Hribarja in Justin Stanovnik leta 2007
Justin Stanovnik je v 66. števili Zaveze, revije Nove slovenske zaveze, obtožil Tineta Hribarja, da je v svojem eseju Drugi začetek (Hribar, T. 2007: Drugi začetek, v: Nova revija 25, 300, str. 15–32) pokop Trobca in Silva Pluta, na sodišču obsojenih zločincev, primerjal s povojnim pobojem domobrancev in jih tako označil za zločince.

#### Roman Vodeb proti predlogu družinskega zakonika leta 2011
Roman Vodeb je nasprotoval predlogu družinskega zakonika, ker naj bi otroci brez očeta postali serijski morilci in mučitelji svojih otrok. Kot primer je navedel Trobca in Fritzla.

#### Janez Janša o svojem prestajanju zaporne kazni na Dobu leta 2014
Janez Janša, predsednik SDS, je v svojem obširnem razmišljanju o tem, kako ga nasprotniki po vseh letih še niso nehali diskreditirati, napisal, da se je ob prihodu v zapor na Dob spomnil na svoje tamkajšnje prestajanje kazni 25 let prej in sobivanje s Trobcem.

#### Blaž Zgaga in Branko Grims leta 2020
Ko je novinar Blaž Zgaga za poročanje o pandemiji koronavirusa prejel nagrado Deutsche Welle (DW) za svobodo govora, je poslanec SDS-a Branko Grims na Twitterju napisal, da je to podobno podelitvi nagrade za pravice žensk Metodu Trobcu.

## Odmev v kulturi in umetnosti

### Biografija
- Kot bi Luna padla na Zemljo : biografija Milene Zupančič. Tadej Golob (Beletrina, 2018) COBISS V njej je omenjeno srečanje Zupančičeve s prijaznim Trobcem v Metalki, ko je potrebovala material za gradnjo hiše.[101][102]

### Biografski leksikon
- Svetovni biografski leksikon : ljudje in dela v 27.277 geslih, Luc Menaše (Ljudska pravica, 1994)[103] COBISS
- Osebnosti, veliki slovenski biografski leksikon (Mladinska knjiga, 2008)[104] COBISS

### Esej
- Slovenci, Marcel Štefančič jr. (Študentska založba, 2010) COBISS Zbirka 17 esejev o slovenstvu, eden izmed njih je Pošasti – o slovenskosti fenomena Metoda Trobca.[105]

### Film
- kratki film Metod (2018)[106] režiserja grozljivk Tomaža Gorkiča, ki razvija še celovečerni film[107][108]
- Igor Šterk razvija celovečerni dramski film o Trobcu.[109]

### Filmska kritika
- Nemški celovečerni film Der Goldene Handschuh (Fatih Akin, 2019) o nemškem serijskem morilcu Fritzu Honki. Filmski kritik Marcel Štefančič jr. ga je primerjal s Trobcem.[110] Tomažu Gorkiču se je zdelo, da gleda lasten, še neuresničeni film o Trobcu in obžaloval, da ga ni mogel posneti pred Akinom.[108]

### Glasba
- Po njem se je imenovala hrvaška alter rock skupina Trobecove krušne peći, ki je delovala v osemdesetih.[111]
- Balada o T., album Nočni šanson; Dajdamski portreti (Vinilmanija, 1998), Svetlana Makarovič[112] COBISS
- Za Metoda goriš, album Slon in Sadež (Cela pametna založba, 2003), Slon in Sadež[113] COBISS

### Gledališče
- Psiho (2019, monodrama v režiji Jaše Kocelija, igra Domen Valič, Gledališče Glej) Trobec je eden od »normalnih psihopatov patoloških mater«, ki so navdihnili predstavo.[114]

### Kriminologija, psihopatologija
- Serijski morilec: normalen psihopat patološke matere, Karmen Šterk (e-knjiga, zbirka Koda, založba Beletrina, 2013)[115] COBISS

### Poezija
- Druga obala, Peter Semolič (Center za slovensko književnost, 2015)[116] COBISS

### Razstave
- Primer. Umetnost in kriminaliteta (Mala galerija, 2005; Alenka Pirman, Biserka Debeljak in Igor Zabel) in obnovljen del te razstave (2014) v Muzeju slovenske policije v Tacnu (Alenka Pirman s kustosinjo muzeja, Darinko Kolar Osvald) - Trobčev strip Lunov Magnus s podčrtanimi citati.[26]

### Roman
- Pozabljene v krušni peči, Andrej Kožar (samozaložba, 2011)[117] COBISS

### Strip
- Hiša Metoda Trobca, Glasilo KGL, 1983, Zoran Smiljanić. Njegov tretji strip. Prijavil ga je na vsejugoslovanski natečaj Yu-stripa.[118]

## Priznanja
- Odhod leta (15. mesto na lestvici Playboyevi moški leta 2006). Slovenski Playboy je v obrazložitvi napisal, da je Trobec s svojim neke vrste samokritičnim obešenjem spet pritegnil pozornost medijev in dokazal, kaj vse zanima Slovence. Za naslednika resničnostnega šova je razglasil Silva Pluta.[119]